# James Bourne
James Elliot Bourne (nascut el 13 de setembre de 1983 a Southend, Essex, Anglaterra) és un cantant/compositor i fundador de les tres bandes de pop-rock Son Of Dork, Busted i Call Me When I'm 18.

## Biografia
James Elliot Bourne, però els seus amics li diuen Jimmy, JB, Pocket... Va néixer el 13 de setembre de 1983 a Southend, Essex, Anglaterra, encara que actualment viu en Finchley, Londres.
Va ser integrant del grup Busted (veu, guitarra i compositor). El grup es va separar al gener del 2005, ja que en Charlie (guitarra i veu) no va voler seguir en el grup i va voler seguir la seva carrera en un nou grup anomenat Fightstar. Al fer una promesa entre els tres membres, que si qualsevol d'ells marxava del grup ningú el podia substituir, el grup va desaparèixer.
Va participar també en el primer àlbum de Mcfly com a compositor de la majoria de les seves cançons. Toca diversos instruments (bateria i baix) encara que solament domina 2 d'ells: Piano i guitarra
Pel que James va formar altra banda: Son Of Dork que sortir per primera vegada a la llum a un "Party In the Park" a l'agost del mateix any, però es va desfer a principis del 2008. Durant tot el 2008 va estar treballant en un àlbum en solitari a principis de 2009, però, va iniciar una nova banda anomenada Call Me When I'm 18. També està creant amb l'ajuda d'Elliot Davis, el seu company de grup, un musical anomenat Loserville: The Musical que es representarà l'estiu del 2009.
El 2014 s'espera una gira per tot el Regne Unit de McBusted, un nou súper-grup compost per James Bourne, Matt Willis i McFly.

## Família
Els seus pares són Peter i Mery Bourne, i té tres germans menors: Nick, Mellissa y el pequeño Chris.

## Discografia
James té molts àlbums al mercat, amb les seves respectives bandes.
Busted
- A Present for Everyone
- A Present for Everyone 2
- A Present for Everyone (Versión Americana)
- A ticket for everyone (Live)
- A ticket for everyone (El DVD)

Son Of Dork
- Ticket Outta Loserville

Future Boy (Carrera en solitari) - 2008
- Nom de l'àlbum desconegut

Call me when I'm 18
- Cap

També ha col·laborat en compondre algunes cançons de McFLY com: We are the young, Surfer babe, Down by the lake, That girl, She left me, I'll be OK, Obviously, Five colours in her hair, Lonely.